# Tag der Überflieger
Der Tag der Überflieger ist ein jährliches Leichtathletik-Meeting für Hochsprung, Weitsprung, Dreisprung und Stabhochsprung (ab 2025), ausgetragen in Essen, Deutschland. Von 2017 bis 2024 fand das Meeting jährlich auf der Bezirkssportanlage Überruhr in Essen statt. 2025 ist der Austragungsort der Kennedyplatz in der Essener Innenstadt. In den Jahren 2023 und 2024 gehörte das Meeting in der Challenger Kategorie zur World Athletics Continental Tour. 2025 ist der Tag der Überflieger Teil der World Athletics Continental Tour Bronze.

## Meeting-Rekorde
| Event             | Athlet                      | Leistung           | Datum         | Referenz |  |
| ----------------- | --------------------------- | ------------------ | ------------- | -------- |  |
| Männer Hochsprung | Hamish Kerr (NZL)           | 2,31 m             | 18. Juni 2023 | [ 4 ]    |  |
| Frauen Hochsprung | Mirela Demireva (BUL)       | 1,92 m             | 09. Mai 2024  | [ 5 ]    |  |
| Männer Weitsprung | Maximilian Entholzner (GER) | 7,83 m (−1,3 m/s)  | 12. Juli 2020 |          |  |
| Frauen Weitsprung | Merle Homeier (GER)         | 6,57 m (+0,6 m/s)  | 12. Juli 2020 |          |  |
| Männer Dreisprung | Yasser Mohammed Triki (ALG) | 17,06 m (+0,3 m/s) | 18. Juni 2023 | [ 4 ]    |  |
| Frauen Dreisprung | Kira Wittmann (GER)         | 13,75 m (+0,2 m/s) | 18. Juni 2023 | [ 4 ]    |  |

## Resultate

### Hochsprung
Männer
| Jahr | Gold                      | Gold   | Silber                   | Silber | Bronze                  | Bronze |
| ---- | ------------------------- | ------ | ------------------------ | ------ | ----------------------- | ------ |
| 2024 | Mateusz Przybylko (GER)   | 2,23 m | Manuel Lando (ITA)       | 2,23 m | Stefano Sottile (ITA)   | 2,23 m |
| 2023 | Hamish Kerr (NZL)         | 2,31 m | Falk Wendrich (GER)      | 2,21 m | Marco Fassinotti (ITA)  | 2,18 m |
| 2022 | William Grimsey (GBR)     | 2,24 m | Oleh Doroschtschuk (UKR) | 2,24 m | Mateusz Przybylko (GER) | 2,21 m |
| 2021 | Mateusz Przybylko (GER)   | 2,23 m | Sébastien Micheau (FRA)  | 2,23 m | Florian Hornig (GER)    | 2,20 m |
| 2020 | Douwe Amels (NED)         | 2,22 m | Mateusz Przybylko (GER)  | 2,22 m | Tobias Potye (GER)      | 2,22 m |
| 2019 | Janick Klausen (DEN)      | 2,28 m | Stefano Sottile (ITA)    | 2,25 m | Norbert Kobielski (POL) | 2,22 m |
| 2018 | Jonas Jensen (DEN)        | 2,23 m | Eike Onnen (GER)         | 2,19 m | Douwe Amels (NED)       | 2,15 m |
| 2017 | Ferdinand Djoumessi (CMR) | 2,14 m | Dion van Kessel (NED)    | 2,10 m | Torsten Sanders (GER)   | 2,06 m |

Frauen
| Jahr | Gold                             | Gold   | Silber                        | Silber | Bronze                 | Bronze |
| ---- | -------------------------------- | ------ | ----------------------------- | ------ | ---------------------- | ------ |
| 2024 | Mirela Demireva (BUL)            | 1,92 m | Marithe-Thérèse Engondo (SUI) | 1,89 m | Salome Lang (SUI)      | 1,89 m |
| 2023 | Zita Goossens (BEL)              | 1,86 m | Nina Borger (NED)             | 1,86 m | Lavinja Jürgens (GER)  | 1,80 m |
| 2022 | Mirela Demireva (BUL)            | 1,91 m | Bianca Stichling (GER)        | 1,88 m | Marta Morara (ITA)     | 1,85 m |
| 2021 | Marie-Laurence Jungfleisch (GER) | 1,87 m | Alexandra Plaza (GER)         | 1,84 m | Jara Ellinger (GER)    | 1,80 m |
| 2020 | Christina Honsel (GER)           | 1,84 m | Lavinja Jürgens (GER)         | 1,81 m | Bianca Stichling (GER) | 1,81 m |
| 2019 | Lilya Klintsova (UKR)            | 1,84 m | Alexandra Plaza (GER)         | 1,76 m | Laura Gröll\| (GER)    | 1,71 m |
| 2018 | Maria Vukovic (MNG)              | 1,83 m | Hanne van Hessche (BEL)       | 1,81 m | Nikola Strachovà (CZE) | 1,81 m |
| 2017 | Viktoria Gottlieb (GER)          | 1,78 m | Hanne van Hessche (BEL)       | 1,78 m | Jana Kulessa (GER)     | 1,73 m |

### Weitsprung
Männer
| Jahr | Gold                          | Gold   | Silber                 | Silber | Bronze                       | Bronze |
| ---- | ----------------------------- | ------ | ---------------------- | ------ | ---------------------------- | ------ |
| 2024 | Piort Tarkowski (POL)         | 7,62 m | Luka Herden (GER)      | 7,58 m | Mohammad Amin Alsalami (SYR) | 7,39 m |
| 2023 | Luka Herden (GER)             | 7,76 m | Oliver Koletzko (GER)  | 7,71 m | Maximilian Busse (GER)       | 7,42 m |
| 2022 | Samuel Claudy (GER)           | 7,50 m | Nico Beckers (GER)     | 7,39 m | Maximilian Busse (GER)       | 7,35 m |
| 2021 | Lionel Coetzee Chenoult (NAM) | 7,54 m | Marcel Lienstädt (GER) | 7,48 m | Gianluca Puglisi (GER)       | 7,47 m |
| 2020 | Maximilian Entholzner (GER)   | 7,83 m | Bennet Vinken (GER)    | 7,56 m | Gianni Seeger (GER)          | 7,50 m |
| 2019 | Yaroslav Isachenkov (UKR)     | 7,64 m | Mateusz Różański (POL) | 7,63 m | Marcel Kirstges (GER)        | 7,39 m |
| 2018 | Adam Zelinka (CZE)            | 7,35 m | Stephan Zenker (GER)   | 7,19 m | Philipp Cuno (GER)           | 7,13 m |
| 2017 | Max Neumann (GER)             | 7,12 m | Jan Schneider (GER)    | 6,99 m | David Besé (GER)             | 6,89 m |

Frauen
| Jahr | Gold                     | Gold   | Silber                    | Silber | Bronze                | Bronze |
| ---- | ------------------------ | ------ | ------------------------- | ------ | --------------------- | ------ |
| 2024 | Samira Attermeyer (GER)  | 6,42 m | Tilde Johansson (SWE)     | 6,41 m | Caroline Klein (GER)  | 6,39 m |
| 2023 | Merle Homeier (GER)      | 6,55 m | Nicola Kondziella (GER)   | 6,18 m | Caroline Klein (GER)  | 6,16 m |
| 2022 | Nicola Kondziella (GER)  | 6,49 m | Merle Homeier (GER)       | 6,46 m | Caroline Joyeux (GER) | 6,16 m |
| 2021 | Merle Homeier (GER)      | 6,34 m | Isabel Mayer (GER)        | 6,04 m | Tabea Christ (GER)    | 5,97 m |
| 2020 | Merle Homeier (GER)      | 6,57 m | Maryse Luzolo (GER)       | 6,45 m | Jennifer Montag (GER) | 6,37 m |
| 2019 | Jovana Klaczynski (GER)  | 6,32 m | Xenia Stolz (GER)         | 6,05 m | Ronja Frei (GER)      | 5,72 m |
| 2018 | Lisa Kurschilgen (GER)   | 6,18 m | Jovanna Klaczynski (GER)  | 6,13 m | Ronja Frei (GER)      | 5,88 m |
| 2017 | Jovanna Klaczynski (GER) | 5,61 m | Susan Khorshidpanah (GER) | 5,30 m |                       |        |

### Dreisprung
Männer
| Jahr | Gold                            | Gold    | Silber                  | Silber  | Bronze                        | Bronze  |
| ---- | ------------------------------- | ------- | ----------------------- | ------- | ----------------------------- | ------- |
| 2024 | Paul Eldhose (IND)              | 16,55 m | Tuomas Kaukolahti (FIN) | 16,34 m | Jesper Hellström (SWE)        | 15,81 m |
| 2023 | Yasser Triki (ALG)              | 17,06 m | Julian Konle (AUS)      | 16,39 m | Connor Murphy (AUS)           | 16,24 m |
| 2022 | Naveso Doulany Abolkoniey (SUR) | 15,27 m | Daan Hoomoedt (NED)     | 14,83 m | Björn de Decker (NED)         | 14,82 m |
| 2021 | Philipp Kronsteiner (AUT)       | 15,66 m | Gabriel Wiertz (GER)    | 14,92 m | Benedikt von Hardenberg (GER) | 14,78 m |
| 2020 | Gabriel Wiertz (GER)            | 14,68 m | Benjamin Gassioui (GER) | 14,68 m | Benjamin Weßling (GER)        | 14,35 m |

Frauen
| Jahr | Gold                   | Gold    | Silber                        | Silber  | Bronze                        | Bronze  |
| ---- | ---------------------- | ------- | ----------------------------- | ------- | ----------------------------- | ------- |
| 2024 | Maria Sinei (UKR)      | 13,71 m | Jessie Maduka (GER)           | 13,64 m | Sarah-Michelle Kudla (GER)    | 13,50 m |
| 2023 | Kira Wittmann (GER)    | 13,75 m | Anna Gräfin Keyserlingk (GER) | 13,53 m | Marija Siney (UKR)            | 13,52 m |
| 2022 | Jessie Maduka (GER)    | 13,74 m | Kira Wittmann (GER)           | 13,70 m | Sarah-Michelle Kudla (GER)    | 13,28 m |
| 2021 | Kristin Gierisch (GER) | 13,66 m | Kira Wittmann (GER)           | 13,35 m | Anna Gräfin Keyserlingk (GER) | 13,10 m |
| 2020 | Neele Eckhardt (GER)   | 13,73 m | Jessie Maduka (GER)           | 13,45 m | Stefanie Kuhl (GER)           | 13,21 m |